# 논리 레벨
논리 레벨 또는 로직 레벨(logic level)은 디지털 회로에서 디지털 신호가 가질 수 있는 유한한 수의 상태 중 하나이다. 다른 표준도 존재하지만 로직 레벨은 일반적으로 신호와 접지 사이의 전압 차이로 표시된다. 각 상태를 나타내는 전압 레벨의 범위는 사용되는 로직군에 따라 다르다. 로직 레벨 시프터를 사용하여 서로 다른 회로 간의 호환성을 허용할 수 있다.